# Fatih Karagümrük Spor Kulübü
O Fatih Karagümrük Spor Kulübü (mais conhecido como Fatih Karagümrük ou simplesmente Karagümrük) é um clube profissional de futebol turco sediado em Fatih, distrito de Istambul, fundado em 1926. Atualmente disputa a Süper Lig.
Suas cores oficiais são o vermelho e o preto. Manda atualmente seus jogos no Estádio Olímpico Atatürk, com capacidade para 75,145 espectadores, sendo este o estádio de maior capacidade da Turquia.

## História
Fundado em 1926 no bairro de Karagümrük, distrito de Fatih, na cidade de Istambul, iniciou sua trajetória no futebol em 1933, participando de torneios nacionais oficiais do país.
Em 1959, integrou o grupo de clubes fundadores do atual Campeonato Turco de Futebol, participando da primeira edição do novo campeonato, onde terminou na 8ª colocação. Esteve presente na divisão máxima do futebol da Turquia nas quatro edições seguintes até ser rebaixado na temporada 1962–63 para a recém-fundada 2. Lig após terminar na 10ª colocação entre 11 clubes participantes.
Passaram-se 20 temporadas para que o clube retornasse à Primeira Divisão Turca, alcançando o feito somente na temporada 1982–83, quando sagrou-se campeão da Segunda Divisão Turca. Entretanto, seu retorno à elite do futebol turco foi bastante breve, sendo rebaixado logo na temporada seguinte (1983–84) após terminar na última colocação entre 18 equipes.
Após isso, o clube figurou diversas vezes entre a Segunda Divisão Turca, Terceira Divisão Turca e Quarta Divisão Turca, chegando inclusive a disputar por algumas vezes as Ligas Regionais Amadoras. Neste período, faturou por duas vezes a TFF 3. Lig e por uma vez a TFF 2. Lig.
Na temporada 2019–20, após vencer os playoffs da TFF 1. Lig, conquistou novamente o acesso à Süper Lig após 37 anos de sua última participação.

## Títulos
- Segunda Divisão Turca (1): 1982–83
- Terceira Divisão Turca (1): 2003–04
- Quarta Divisão Turca (2): 1988–89 e 2001–02

### Campanha de Destaque
- Vencedor dos Playoffs da Terceira Divisão Turca (1): 2018–19
- Vencedor dos Playoffs da Segunda Divisão Turca (1): 2019–20